# 샬럿 루이스 (로스트)

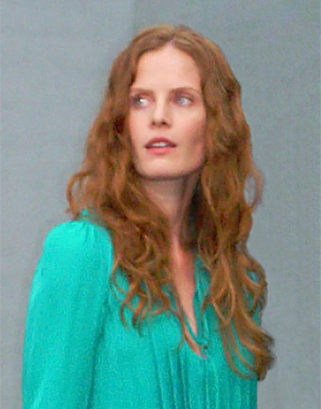

Dr. 샬럿 스테플스 루이스(Charlotte Staples Lewis)는 미국의 방송사 ABC의 텔레비전 드라마 시리즈 로스트의 등장인물로 레베카 메이더가 연기하였다. 샬럿은 시즌 4 에피소드 2편에서 문화 인류학자로 소개되었고, 오세아닉 815편이 추락한 섬에서 임무를 수행하는 모습을 보여준다. 섬에서 처음에는 섬의 생존자 중 하나인 존 로크에게 인질로 붙잡혔으나 그녀의 동료와 맞바꿔 자유의 몸이 된다. 샬럿은 독가스가 섬 전체에 퍼져나가는 걸 막는 데 도움을 주고 다니엘 파라데이 (제레미 데이비스)와 관계를 발전시켜 나간다. 시즌 5에서 살로트는 다른 생존자 들과 함께 시간여행을 하게 되고 이것이 두통과 비출혈을 일으켜 결국 사망에 이르게 된다.